# 澳門新街坊
澳門新街坊（英語：Macau New Neighbourhood (MNN) Hengqin，另稱：橫琴新街坊、橫琴澳門新街坊）是廣東省橫琴粵澳深度合作區一個大型住宅綜合項目。該項目包括由27幢大樓組成的住宅單位，樓高19至26層，標準層設計為每層7至8戶，合共提供約4,000個住宅單位，另外預留約200個人才房只租不賣，大樓內設有2部客梯、1部客貨梯。戶型方面，八成為兩房單位，兩成為三房單位，套型建築面積為88平方米至118平方米。配套設施方面，共提供4,000多個車位，設有商舖、幼兒園、小學、衛生站、長者服務中心及家庭綜合服務中心等，並有約5,000平方米商業面積。
該項目由珠海市人民政府以協議方式出讓項目用地予澳門開發，並由澳門都市更新股份有限公司負責土地規劃及項目興建。項目承建商為浙江省一建建設集團有限公司（地塊一及地塊五）、中國建築工程（澳門）有限公司與中海建築有限公司聯營體（地塊二及地塊六）。

## 發展過程

### 早期規劃
2015年，時任橫琴新區管委會主任牛敬透露，計劃預留二十萬平方米用地與特區政府合作，打造集養老、居住、教育等綜合配套於一體的「澳門新街坊」項目。2016年9月12日，牛敬向澳門傳媒表示，澳門特區政府與橫琴合作建設的項目 - “澳門新街坊”已向澳門當局提交項目的合作模式、選址和面積等初步想法，亦有與澳門企業洽談，項目仍維持把澳門社區管理和服務引進橫琴，但目前仍不是很成熟，需要再作溝通。
2017年3月30日，在澳門立法會口頭質詢大會上，直選議員施家倫要求交待最新發展。時任澳門特區社會文化司司長譚俊榮回應指，在內地建設養老院舍的工作上，由於涉及建院用地需要透過有償方式取得的問題。因此在相關用地方式、方法及計價的訂定方面，粵澳雙方仍須進行研究及探討，現階段未有落實的具體方案。

### 簽約及動工前準備
2020年4月9日，珠澳雙方舉行《國有建設用地使用權出讓合同》簽約儀式，澳門都市更新股份有限公司同時與中國銀行澳門分行就橫琴「澳門新街坊」項目融資協議進行簽署儀式。
2020年4月21日，澳門特區行政長官賀一誠表示，項目已開始推動相關工作，希望能在第五屆政府任期內建成，項目內設有社區、醫療衛生、幼小教育等配套設施，該項目將作為試點，希望讓澳門居民住得舒適。賀一誠指，不會強迫居民搬到橫琴居住，尤其是長者，因橫琴還未有很好的醫療條件，而是希望剛退休的人士可考慮搬到橫琴居住，因他們不用每日上班，橫琴也有較好的空氣。他又指，如果澳門社會接受和歡迎，將會加大對橫琴的發展。
2020年7月31日，澳門都市更新股份有限公司表示本項目建設有序推展，其中項目的規劃設計及超前鑽土質勘探工作已順利開展，日前亦已就項目的承包單位進行資格預審，共收到13組有意參與項目的承建商提交資料，後續的工程招標事宜將陸續展開。在簽約儀式後於同年5月就項目的承包資格進行預審，於截止日期，共13組公司表示有意參與項目的總承包，當中部份為本地承建商，所有公司已按都更公司官方網頁公佈的要求提交資格預審文件。

### 項目工程全面啟動
2020年12月31日，“澳門新街坊”項目工程全面啟動，都更公司預計項目於2023年建成。都更公司介紹該項目距離橫琴口岸約6分鐘車程，同時對購買項目單位的居民，可符合資格申請澳門單牌車進出橫琴。項目建成後，將視乎需要於項目內增設穿梭巴士，往返屋苑及橫琴口岸。
2021年8月19日，本項目兩培訓基地掛牌成立。兩個基地名為「澳門大學生建築專業實習基地」及「裝配式建築人才培訓基地」，致力培養澳門建築專業大學生參與及認識大灣區建築業的規範，並提供在大灣區實習、培訓及就業的機會，為澳門未來裝配式建造業的發展培養人才。
2021年8月24日，澳門特區行政長官賀一誠表示，橫琴「澳門新街坊」項目已於年初全面動工，有關建造工程現正穩步推進。其中樁基礎建設計劃於同年完成，2022年陸續開展建設地下室工程、主體建造工程、精裝修工程、道路及綠化設施等，預計於2023年竣工。
2021年9月17日，橫琴粵澳深度合作區舉行管理機構揭牌儀式，中共中央政治局常委、國務院副總理韓正出席，在儀式後韓正在澳門特別行政區行政長官賀一誠等陪同下視察橫琴「澳門新街坊」項目，了解工程進展情況。韓正指出，要以民生為本，創新社會治理和服務模式，創建生態宜居、服務完善、出行便利的澳門居民生活就業新家園，為澳門居民提供舒適居住空間，支持澳門更好融入國家發展大局。
2022年4月25日，都更公司宣佈項目內的地下室底板工程施工，預計同年年中完工。建設工程正按施工計劃推進，3,103根灌注樁已於去年完成，現時近20台塔吊正在工地按序施工。今年內會按序開展地下室工程、主體建造工程、精裝修、道路及綠化設施等建設，將爭取2022年年底前完成主體結構封頂。
2022年8月18日，澳門都更公司表示，項目地下室結構工程已於年中順利完成，全面進入上蓋大面積標準層施工階段，並正進行預製件安裝，爭取年底前完成項目的住宅樓宇及學校結構封頂。現階段，項目正開展20多棟塔樓的標準層施工，其中住宅單位的三大部份會採用環保預製件方式建造，包括預製凸窗、預製樓梯、預製蒸壓輕質加氣混凝土(ALC)間牆。此外，幼稚園、小學、衛生站、長者服務中心、家庭綜合服務中心及約5,000平方米商業面積(約60個商舖)等社區配套設施亦同步建設。建設工程正按施工計劃推進，27棟住宅大樓及學校預計於12月完成結構封頂節點，有關精裝修工程、道路及綠化設施等建設會陸續開展。此外，都更公司及相關部門正研究制定橫琴「澳門新街坊」項目的購買資格及售賣程序，預計2023年開展約4,000個住宅單位的銷售工作。
2022年10月6日，都更公司宣布第一棟塔樓已於9月底完成結構封頂，預料其他住宅樓宇塔樓及學校結構於2022年底同步封頂。2023年將展開住宅單位的銷售工作。
2022年11月初，經濟及科技發展局局長戴建業引述都更公司回覆直選議員梁鴻細的書面質詢表示，按照內地樓盤銷售法律法規的規定，樓盤銷售必須五證俱全，而「澳門新街坊」的《商品房預售許可證》預料將於同年年底取得。現階段，該公司及相關部門正研究制定「澳門新街坊」的銷售價格、購買價格及售賣程序，將以限價方式出售，並計劃2023年開展銷售四千個住宅單位。
2022年11月16日，行政長官賀一誠出席施政報告答問大會，議員馬耀鋒在立法會答問大會關注澳門新街坊項目銷售價格，希望政府盡早公布讓居民做好部署。賀一誠表示，澳門新街坊項目由都更公司負責發展，都更公司已與珠海簽協議，澳門新街坊整幢樓的平均價不會超過每平方米三萬人民幣，至於不同座向和樓層單位的實際價格，仍需要等到銷售清單推出才知道，市民若有興趣可以考慮。
2023年2月16日，澳門都市更新股份有限公司宣佈項目包括住宅樓宇及學校結構封頂，並已進入住宅單位精裝修施工階段，整個項目預計將於2023年下半年下半年竣工驗收，現正密鑼緊鼓籌備開售工作。
2023年4月25日，澳門都市更新股份有限公司表示，項目全面進入精裝修及外牆飾面工程，預計於同年下半年竣工驗收。各地業界越來越重視建築方面的環保及效能要求，採用預製件能有效減少碳排放及能源消耗。包括共減少批盪層的水泥砂漿材料逾20000公噸；共節省木模板達4000公噸，相應用水量節減約30%；預製件全部在廠房生產，直接運輸至現場安裝，大量減少現場傳統施工工序，項目共節省相應的人力資源約15%。

### 揭牌及開售
2023年6月27日，澳門都市更新股份有限公司的項目公司一一珠海橫琴澳門新街坊發展有限公司舉行橫琴「澳門新街坊」揭牌儀式。項目工程已進入最後驗收階段，預計8月完成竣工驗收。都更公司預計同年內開售，首批澳門居民亦於同年內可入住，若購買人數超過單位數則採用抽籤，並計劃在澳門及橫琴設銷售中心，方便市民遞交申請。
2023年9月下旬，都更公司指收到不少查詢有關項目，同時表達購買意欲，反映市民有一定程度興趣和信心。公司已分別在琴澳設置銷售中心，正籌備網上申請系統，並研究推出全屋傢俬配置方案；同時參考市民意見，將積極向相關金融機構建議為澳門居民提供八成至九成的按揭成數，目前相關機構反饋正面，公司持樂觀態度，將繼續緊密協商。在收集澳門居民購買意見中，餐飲、超市及生活服務是前三期望進駐的商鋪，公司將引進更多餐飲零售類型商鋪，同時增設中學以回應澳門居民需求。另外，都更公司指項目工程已進入驗收關鍵階段，正加緊開展景觀綠化及道路施工等工序，目前有序依照當地法律、政策規定，待橫琴相關部門完成報批及註冊等確權流程後，便可開展現樓銷售工作。
2023年10月26日，多名澳門立法會議員關注街坊項目能否調整售價，以增加誘因讓澳門居民購買。都更公司表示已與珠海簽訂協議，所以不能隨意大幅調升或下調售價；同時公司已安排裝修公司對部分單位進行整體裝修，當中包括多種裝修風格供市民選購，至於具體裝修價格稍後公布。
2023年11月1日，項目已進入驗收階段，景觀綠化及道路亦陸續完成，正有序按深合區及珠海法律辦理樓宇入夥手續。為了讓澳門居民更好地瞭解實地情況，澳門新街坊示範單位及樣板房（交付標準單位）由當天起開放市民參觀，包括兩房及三房戶型，讓公眾可親身體驗用料及佈局；提供免費穿梭巴士供居民來往橫琴口岸至新街坊項目。
2023年11月28日，「澳門新街坊」項目工程已順利落成，於當天上午9時公開接受線上及線下認購。銷售中心分佈澳門及橫琴粵澳深度合作區，澳門銷售中心位於澳門半島南灣大馬路599號羅德禮商業大廈1樓，橫琴銷售中心位於祥順路388號澳門新街坊第四棟會所1樓。

### 交房及入伙
2024年1月2日，澳門新街坊啟動一站式網簽及業主交房活動儀式，成為深合區首個「現房交房即發證」的民生項目。儀式為首批業主提供便捷高效的一站式網簽、繳稅、辦理房產證及公證委託等服務，大幅降低多重手續的時間成本，認購業主完成手續後可即場拿取新房鑰匙，首批業主由遞交申請到取得房產證僅需約六周。
2024年5月13日，橫琴「澳門新街坊」正式放寬限購，年滿18歲持有由澳門特別行政區政府身份證明局發放之澳門身份證的澳門居民，可認購澳門新街坊住宅單位。
2024年7月19日，橫琴粵澳深度合作區發布《橫琴粵澳深度合作區關於鼓勵加快入住「澳門新街坊」的若干措施》補貼申請，符合條件的業主於2025年1月1日至1月31日期間向澳門新街坊公司一次性申請補貼，包括物業管理費用、互聯網費用、電視網絡費用及水電費用補貼。

## 建築特色
據澳門都市更新股份有限公司於2021年12月6日向澳門建築工程界、工聯及兩間大學代表進行實地考察參觀時介紹，住宅樓宇均以預製件裝配式建造方式興建，優勢是提高工程品質及生產效率，可減少木模使用及節能減排，有利控制整體質量及縮短整個項目的建造時間，有效加快推進建設。住宅單位的三大部分採用了預製件建造，包括預製凸窗、預製樓梯、預製蒸壓輕質加氣混凝土(ALC)間牆，其中預製凸窗採用在工廠預裝鋁窗框方式生產，窗框設計直接嵌入混凝土牆體，形成硬性防水，提高防水效果，在窗台板向街的外牆設計亦設有坡水和滴水線。同時，由於橫琴地質普遍存在較厚的淤泥層，項目內建設學校的地塊，於樁基工程施工前，已進行地質改良處理加快土壤固結，有效減少日後地面不均匀沉降，並提高地基及開挖的安全性及穩定性。
2022年9月30日，澳門都市更新股份有限公司發出新聞稿介紹本項目上蓋工程的建造，住宅單位的三部份包括凸窗、樓梯、蒸壓輕質加氣混凝土(ALC)間牆，均採用環保預製件方式興建，有效提高工程品質及生產效率。同時，項目提供平台予澳門本地建築業界實地考察，傳承工藝。預製構件包括8,000多個預製凸窗、1,000 多個預製樓梯，而預製間牆更達17. 5萬件，以「砌積木」的方式建設4,000多個單位。

## 法律基礎

### 《橫琴粵澳深度合作區建設總體方案》
2021年9月5日，中共中央、國務院印發了《橫琴粵澳深度合作區建設總體方案》，其中在第三大點中提到“建設便利澳門居民生活就業的新家園”，內容如下：

“（十三）加強與澳門社會民生合作。加快推進「澳門新街坊」建設，對接澳門教育、醫療、社會服務等民生公共服務和社會保障體系，有效拓展澳門居民優質生活空間。...”

### 司法管治權
由於本項目位於廣東省境內，由澳門特區政府投資興建；在2021年9月13日，特區政府舉辦《橫琴粵澳深度合作區建設總體方案》首場媒體介紹會，被問到新街坊以至橫琴其他地方發生刑事案件會怎樣處理，行政法務司司長張永春表示，相關犯罪嫌疑人將不受執委會管理，由廣東省派出機構所管的公安機關管理，受當地刑事法規管理，受當地法院管轄。涉及被判刑人可否移交問題仍在討論。

### 《橫琴粵澳深度合作區發展促進條例》
廣東省人民代表大會發布《橫琴粵澳深度合作區發展促進條例》於2023年3月1日起生效，其中包括廣東省司法廳推動搭建珠澳跨境仲裁合作平台，當中提到為本項目等多項創新項目提供業主權益維護、物業糾紛調解等配套法律服務。同時透過規定以本項目為試點，推進多項包括醫療、教育、養老及社區服務的建設，尤其是支持符合條件的愛國愛澳社團，以及社服機構依法到本項目內提供服務，以及研究澳門的社會福利延伸到深合區，更好支持便利澳門居民生活及琴澳一體化發展。

## 管理機構
2023年7月4日，離島社諮委司開平常會議，邀請澳門都市更新股份有限公司代表列席，其中都更公司代表表示，澳門新街坊的物業管理安排，倘屬都更公司持有部分則會協助業主跟進，以及配合物業管委會工作，同時亦在招標物業管理公司。
2023年10月25日，澳門立法會全體會議上，多名議員關注新街坊的售價與配套等問題，澳門都市更新股份有限公司主席林金城表示，物業徜理方面已透過開標方式選定由雅居樂旗下物業服務公司雅生活對項目進行管理，管理費每平方米3.5元，物管公司將會每兩棟樓設一個服務經理，並會有能使用廣東話的服務中心，又指因項目的綠化面積大，物管公司要僱用幾十名綠化管理人員。物業管理公司同時負責對往返橫琴口岸的住戶穿梭巴士進行管理及安排。

## 住宅
橫琴“澳門新街坊”設有27幢住宅樓宇，樓高19至26層，提供約4,000個配以精裝修的可出售住宅單位以及200多個人才房。單位每平方米均價30,000人民幣（折合約每平方呎3,350澳門元），所有單位均配有品牌家用電器。
項目住宅80%為兩房單位，建築面積約88平方米；20%為三房單位，建築面積約118平方米。標準層設計為每層7至8戶，配有兩部客梯及一部客貨梯，每台電梯載重1,050到1,150公斤，轎廂高度2.8米，方便居民出入及裝卸貨物。
住宅單位客廳及房間格局方正，客廳及廚房分別帶有露台，景觀開揚，採光充足，有助靈活提升生活空間。窗戶採用中空玻璃，具有良好的隔音效果。另外，單位內置智能電子門鎖及可視對講機，加強家居安全。所有通訊線路及光纖已入戶，精裝修附有冷暖空調，方便入住。浴室採用下沉式設計，有效防水及防滲漏。且考慮到家中長者及幼童，設乾濕分離設計及防滑地磚。獨立式廚房配有消毒碗櫃、廚櫃、燃氣煮食爐及抽油煙機，基本功能齊全。同時，廚廁均有窗戶，確保通風排氣。智能恆溫燃氣熱水器預先安裝於室外通風良好的位置，設施一應俱全。

## 配套設施
配套設有不同方面設施，包括學校、衛生站、長者服務中心、家庭綜合服務中心以及約5,000平方米商業面積（約60個舖位），並以日常生活所需為大方向，開放多元化零售業態落戶。區內設有4,000多個車位、超過2,500平方米會所面積、超過3,000平方米的兒童玩樂設施及球場等體育活動場地，且建有大型綠色休憩區，助力優化社區綠色空間。
橫琴粵澳深度合作區執行委員會表示，建設便利澳門居民生活就業的新空間是深合區發展的重要定位之一，“澳門新街坊”作為銜接澳門的試點，建成後將在兩地政府努力下，透過一系列政策制度上的創新，爭取全面對接澳門公共服務和社會保障的體制機制，打造成趨同澳門生活就業的新家園。教育設施建立對澳門教育服務的學校，醫療設施建設澳門模式的衛生站讓澳門醫療人員在衛生站執業及提供澳門已上市的部分藥品，長者設施方面提供多樣化養老設施，並研究將澳門社會福利延伸至深合區。社區的有線電視網絡、互聯網、學校、社區衛生中心、長者服務中心、家庭綜合服務中心，以及社區的管理體制等，將全部採用澳門的標準或慣例，學校、老師、教材等也都是澳門的，社區衛生中心用藥與澳門社區用藥大部分保持一致，包括二百多種暫時在中國大陸沒有上市的進口藥，均可在“澳門新街坊”衛生中心使用。小區內公共服務擬全部採用政府購買服務的方式提供，目的是營造趨同澳門的生活就業環境。
2023年11月28日，“新街坊”項目正式開售，都更公司公佈項目內設有優質居住空間、商業、教育、醫療、社會服務，其中學校由澳門濠江中學辦學，初期提供幼兒教育及小學教育課程，後期將籌備中學課程；衛生站參照澳門衛生中心模式運作，建築面積約1,000平方米，澳門居民提供普通科門診和醫療保健服務；家庭社區服務中心設有親子活動室、會議室、多功能室，為橫琴粵澳深度合作區生活的個人及家庭提供支援服務；長者服務中心建設不同的養老服務設施，配備多功能活動室、健身區中心等。所有機構均由澳門社會團體營運。另設大型會所包括室外泳池、健身室、舞蹈室、書法室、唱遊室、兒童遊樂區、桌遊室、閱讀休閒室的活動場地；設有40間商鋪進駐。

### 政務設施
澳門政務24小時自助服務中心於2024年10月24日正式啟用，位於“新街坊”2至6號舖，提供澳門特別行政區政府多個政府部門包括身份證明局、治安警察局、財政局等多個政府部門的各類自助服務機，以及智能文件櫃供澳門居民自助領取政府文件，可提供行政公職局、法務局、身份證明局、財政局、衛生局、交通事務局、市政署、治安警察局、文化局、社會工作局、退休基金會、澳門社保基金12個部門共近70項政務服務。中心還設有遙距服務櫃台，身處橫琴的居民在辦公時間內可透過視像與澳門政府部門的前台接待人員聯通，遙距辦理各項政府手續。

### 教育設施
位於項目用地的地塊3，由澳門濠江中學創辦。學校佔地面積20,413.27平方米，小學建築面積15,286米，幼兒園建築面積5,302.61平方米，中學佔地面積20,000平方米，將打造從幼兒園至高中的“一條龍”教育服務，為澳門居民在深合區學習提供更便利條件。學校為一所包括幼稚園至高中十五年教育的「一條龍」學校，在教學班設置方面，幼兒園每年級4個班，共12個班；小學每年級3個班，共18個班。中學每年級6個班，共36個班；全校合共66個教學班，每班25-35人，學生最多可達2310人，2024／2025學年開辦幼稚園及小學課程，2026／2027學年開辦中學課程

### 衛生設施
2022年8月下旬至9月上旬，社會文化司司長歐陽瑜率領代表團前往北京，先後與多個部委進行工作會議，就近期澳門特區社會文化範疇施政工作聽取部委意見並爭取相關政策措施的支持。其中與國家藥監局討論上，歐陽瑜亦希期望與國家藥監局共同探討橫琴粵澳深度合作區「澳門新街坊」內衛生站採取「定點、定藥、定人」的模式，向居住在深合區內的澳門居民供應澳門醫療機構使用的特定藥物的可行性。
2023年12月，政府向立法會第一常設委員會提交的文件顯示，2024年對提供公共醫療服務的民間機構資助預算中，「工會聯合總會—橫琴澳門新街坊衛生站」為新增資助項目，是按有關機構申請預算。衛生站建築面積為1,000平方米，規模參照澳門衛生中心設置，以澳門基層醫療網絡的運作模式，為澳門居民提供普通科門診和醫療保健服務，衛生站由澳門工會聯合總會協助營運。
2024年9月13日，澳門特別行政區行政會完成討論《修改十一月十五日第81/99/M號法令》行政法規草案。法規修改澳門衛生局的組織法，明確衛生局的職責，規定該局可在橫琴粵澳深度合作區設立衛生站，並負責處理營運、管理及監管等。澳門衛生局預計有條件於2024年11月投入服務，首階段提供成人保健、婦女保健、兒童保健，以及非預約門診；開放時間與澳門衛生中心一致，且也是費用全免；若有需要亦可進行專科轉介。衛生站的開業涉及三項工作，第一是獲得中國大陸醫療機構的牌照和場所裝修，已經完成；第二是衛生局指派十名人員進駐；第三是當地部門指定澳門本地296種藥物可以運到深合區，可望在一個半月達成。
2024年11月11日，橫琴澳門新街坊衛生站正式營運，參照澳門特別行政區的衛生中心運營模式，首階段提供成人保健、婦女保健、兒童保健及非預約門診等西醫服務，主要包括常見慢性病（如高血壓）及普通急性病（如感冒發燒）的治療；若患者需要專科醫療跟進，會按現行模式轉介至仁伯爵綜合醫院或澳門協和醫院；此外，若遇緊急醫療情況，患者會先轉送至橫琴粵澳深度合作區的廣州醫科大學附屬第一醫院橫琴醫院進行緊急救治，後續治療可根據患者意願，在病情許可的條件下轉回澳門的醫院繼續治療。衛生站採用衛生局的醫療資訊系統（HIS），通過專線網絡與澳門特別行政區連接，確保資料傳輸安全；所有病歷資料均儲存於衛生局設置於澳門特別行政區的伺服器群組，並可通過電子健康紀錄平台（eHR）實現醫療資訊共享，符合澳門特別行政區《個人資料保護法》的規定。 該衛生站原計劃由澳門工會聯合總會協助營運，最後改由澳門衛生局直營，原因是琴澳兩地法律制度不同、醫療機構牌照的申請，以及澳註冊藥物跨境運送等挑戰，為確保項目的順利推進，故由政府部門直接負責管理和營運。

### 社會服務設施
- 橫琴澳門新街坊長者服務中心 （页面存档备份，存于）：由澳門街坊總會廣東辦事處營運，於2024上半年起試運營；同年6月正式運營[56]；2024年11月1日正式揭牌[57]。
- 家庭社區服務中心：由澳門婦女聯合總會營運[58]。於2024年6月起正式投入試運營[59]；2024年10月23日上午舉行揭牌儀式並正式投運，中心佔地約1,200平米，設有保健室、烹飪室、親子互動室、輔導室等多個功能室[60]。

### 商業設施
2023年3月下旬，都更公司董事會主席林金城回覆澳門立法會直選議員梁孫旭書面質詢，指商業面積公開招商中將優先引進澳門中小企品牌。項目設有約5,000平方米商業面積（約60個舖位），有關招商引資將優先考慮澳門本地中小企業及品牌，以滿足住戶日常生活所需為大方向，開放多元化零售業態落戶，為澳門企業發展及青年創業提供便利條件。
2023年5月9日，都更公司接受商舖租賃申請。商業面積範圍位處於整個項目中心區域，即天羽道及祥順路交界，招商範疇涵蓋：超巿零售、餐飲、生活服務及家居用品等，誠邀澳門中小企業及澳門特色店進駐，助力澳門企業開拓粵港澳大灣區市場，推動琴澳商貿發展。都更公司指截至2023年5月15日已收到逾300份查詢及申請；為鼓勵澳門中小企及青年創業參與，將研究推出相應優惠，攜手澳門企業共覓商機，另宣佈申請期於同年5月25日截止。
2023年7月4日，都更公司表示項目的60個立招商舖位，收到逾十倍的超額申請。至於新街坊的物業管理安排，倘屬都更公司持有部分則會協助業主跟進，以及配合物業管委會工作，目前亦在招標物業管理公司。
2024年6月，澳門都市更新股份有限公司表示，區內商舖正進場裝修中，預計7月起陸續開業，類型涵蓋超級市場、各類餐飲、零售商舖、咖啡店、茶餐廳、藥房、便利店、理髮店及銀行等。首間商鋪於同年6月14日正式開業，由澳門茶藝專業人員協會開設的「茶香相伴文化驛館」工作室，以推廣中國傳統文化並且融入社區。7-Eleven便利店亦於同年6月18日正式開業。
2024年8月1日，新街坊項目內的咖啡店及快遞物流企業亦緊接開業。其他店舖如：快餐店、各類餐飲、超市、理髮店等，正加緊開展裝修工序，預計陸續於該年8月營運，當中澳門本地企業佔商戶總數約八成。
2024年8月14日，中國銀行橫琴澳門新街坊支行開業，作為唯一一家於該住宅項目營運的銀行機構。
2024年9月19日，首家進駐超級市場“萬利超市”正式開業，位於商店街31至36號地鋪，場地面積6,000多呎，涵蓋消費者日常生活各個方面，包括生鮮食品、日用品、食品飲料、家庭雜貨及其他輕型百貨商品。

### 停車場
2024年4月7日，停車場開放予公眾參觀。
2024年5月24日，住宅車位正式公開發售，位於地面層和地庫合共設置約3,300 個產權停車位正式公開發售標準停車位售價為28.8 萬元人民幣，二聯標準停車位（俗稱孖車位）售價為48.8萬元人民幣。業主選購時須繳付定金三萬元人民幣，並須在30日內辦妥相關手續及完成交易。所有停車位具條件安裝充電樁，業主可按需求選擇安裝，業主或住戶可參考根據《澳門機動車入出橫琴管理辦法》，申請機動車入出橫琴資格（俗稱單牌車），往來澳門與橫琴。

## 交通

### 公共汽車
| 上村途经线路列表 | 上村途经线路列表 | 上村途经线路列表 | 上村途经线路列表 | 上村途经线路列表                                      |
| 编号             | 路线             | 路线             | 路线             | 备注                                                  |
| ---------------- | ---------------- | ---------------- | ---------------- | ----------------------------------------------------- |
| 62               | 横琴客运码头     | ⇆                | 圓明新園         |                                                       |
| 87               | 前山总站         | ⇆                | 琴海西路总站     |                                                       |
| Z50              | 横琴口岸         | ↺                | 横琴口岸         |                                                       |
| Z52              | 横琴客运码头     | ⇆                | 琴海西路总站     | 工作日由琴海西路总站发出的部分班次绕经横琴小学 原 152 |
| Z56              | 向阳村           | ⇆                | 横琴客运码头     |                                                       |

### 穿梭巴士
橫琴「澳門新街坊」項目距離橫琴口岸約5公里，車程約6至8分鐘。都更公司設有穿梭巴士往返“新街坊”項目至橫琴口岸，約15至30分鐘一班，將因應需求適時加密班次。
2023年11月1日，為配合新街坊項目示範單位及樣板房（交付標準單位）開放，都更公司提供免費穿梭巴士接載市民往返橫琴口岸至新街坊項目。
- 路線行程：橫琴口岸珠方口岸北迎客平臺北2門候車停泊區 ↔ 澳門新街坊
- 服務時間：橫琴口岸往新街坊：9:00-17:15；新街坊往橫琴口岸：09:45-18:00
- 班次頻率：約為15分鐘一班

### 無人駕駛小巴
橫琴粵澳深度合作區城市規劃和建設局擬開通的「澳門新街坊-橫琴口岸」的無人駕駛小巴路線。
2023年11月17日，“橫琴口岸——橫琴市民中心”無人駕駛小巴線正式延長至新街坊項目，並更名為“橫琴口岸——澳門新街坊”線。
- 服務時間：09:00-12:00、14:00-17:30，橫琴口岸尾班車發車時間為16:55
- 線路單程5公里，行車需時約20公里
- 停靠站點
  - 往新街坊方向：橫琴口岸南迎客平台、中海名鑽、依依橋北、天星里、市民中心、政務服務中心、檢察院北、澳門新街坊
  - 往橫琴口岸方向：新街坊、上村、檢察院南、市民中心南、下村、保利國際廣場、橫琴口岸北送客平台

### 跨境巴士
澳門新街坊（來回方向）
- “通琴號”跨境通勤線：跨境A2線、跨境A3線、跨境B1線、跨境B2線、跨境B5線、跨境B6線、跨境B8線、跨境C1線、跨境C3線、跨境C4線[77]

## 爭議及事故

### 虛假信息資訊
2020年10月初，網上社交平台出現本項目的虛假宣傳資訊，並有地產經紀冒充都更公司，宣傳其他橫琴地產項目，有誤導公眾之嫌。澳門都更公司強烈譴責有關行為，並保留法律追究權利，呼籲市民多加注意、提防，以免受騙。相關虛假信息包括社交平台，甚至有地產公司以「澳門新街坊」名稱開設地產專頁，令市民混淆；另有用戶於不同社交群組，發佈橫琴「澳門新街坊」項目單位預售等不實資訊。都更公司指會保留一切法律權利作出追究。

### 《澳門特別行政區出入境管控、逗留及居留許可的法律制度》
2021年2月22日，澳門立法會第三常設委員會繼續審議《澳門特別行政區出入境管控、逗留及居留許可的法律制度》。法案建議居留許可持有人不在澳門擁有日常居所，可被廢除居留許可及用於拒絕居留許可的續期，即使居於橫琴「澳門新街坊」項目也一樣，三常會委員關注法案建議，政府現時政策鼓勵澳門居民融入大灣區，若「常居所」跟現行法例一樣設定，或與本澳融入大灣區定位有矛盾，如何與澳門融入大灣區建設政策相融合？希望聽取政府解釋立法原意再進一步討論。

### 工程建設期間交通事故
2022年7月18日，橫琴「澳門新街坊」項目發生一宗交通事故，一名泥水工人被混凝土車輛撞倒受傷，送院後搶救不治。澳門都市更新股份有限公司於翌日 (2022年7月19日) 發出新聞稿中稱，高度關注事件及深表難過，嚴肅正視意外成因，並責成標段一承建商（浙江一建）須妥善處理，將依法追究責任；新街坊發展公司對工友家屬致以深切慰問，並協助辦理賠償及善後工作，詳細事故情況仍待橫琴相關部門深入調查。事故發生後，新街坊發展公司即時啟動項目緊急預案機制，就事故成立專案小組嚴正處理，要求承建商及監理單位務必妥善整改地盤周邊的運輸環境，避免一切不利於道路交通安全的因素及同類事故發生。

### 售價過高兼配套不完善
2023年7月，「新街坊」即將開售，惟不少核心問題仍未解決，包括司法上的保障、交通以及通關問題，以及售價過高及作出限賣。按規定，只要在珠海沒有持住宅物業，以及年滿18歲澳門人，在澳門沒有持有或最多持有一個住宅單位，均有資格申請購買；轉售限制方面，在取得《不動產權證》滿五年後，方可轉讓予符合上述資格的澳門居民，有澳門本地居民認為，由於沒有單牌車，除非到深合區就業，否則每日過關往返琴澳兩地，較為吃力，因此未考慮購買，認為項目售價略高於預期，珠海市一些為成熟的社區樓宇均價低於每平方米30,000人民幣；另有已退休的居民看好深合區前景，待配套設施完善後考慮購買；另有居民表示有意選購，售價方面較澳門的二手樓低，但擔心“轉手難”，要實地考察後再作考慮。
有網民表示早期誤信政府的宣傳搬去橫琴居住，生活和交通成本高，特別在2021年下半年COVID-19疫情及2022年的6‧18大規模COVID-19疫情期間，大批居住珠海的澳門居民因出入境防疫隔離政策限制，被迫長居澳門當地的酒店；有意見指如果粵澳兩地政府就橫琴共管區出現糾紛，澳門政府將處於被動並較難解決。
在2023年7月19日澳門電台晨間時事節目《澳門講場》上，現時「新街坊」雖位於深合區中心地帶，但周邊仍比較荒蕪，指若售價過高，吸引力不大，在珠海市內同樣售價的樓宇選擇會有更多；亦有聽眾提出建議可讓居民「先租後買」，認為適應居住後再選擇是否購買比較好。
2023年10月26日，澳門都市更新股份有限公司董事會主席林金城出席澳門立法會全體大會會議，有議員開注到新街坊的開售時間、配套設施進展，以及會否下調售價等表示關注。林金城回應指由於土地買賣協議已訂明售價，需遵守合約精神，不能因為周邊樓價的升跌而隨意調整價格。他形容每平方米均價30,000元人民幣在過去的「成本價」，現在更是「蝕本價」，形容「減無可減」，幾乎「倒貼」，但都更公司認為此乃民生項目，仍會繼續推進。

### 單位裝修質量欠佳
2024年3月中下旬，有相信是「澳門新街坊」的業主在社交平台群組發文，指單位所有櫃的板材均用甲醛含量最高的密度板，並謂單位重新裝修有諸多限制、不能封窗、上網費貴等問題云云。澳門都市更新股份有限公司回應，項目單位以精裝修現樓出售，有嚴格把關，並保證用料質量均符合檢測標準。有通訊線路及光纖已入戶，一經供應商接通便可使用。有關品牌廚櫃用料是採用一等品密度板，甲醛釋放量通過檢測為合格標準。

## 外部連結
- 澳門都市更新股份有限公司 （页面存档备份，存于）
- 澳門都更公司 - 橫琴「澳門新街坊」項目 （页面存档备份，存于）